# Philoscina incisa
Philoscina incisa är en kräftdjursart som beskrevs av Franco Ferrara och Stefano Taiti1985. Philoscina incisa ingår i släktet Philoscina och familjen Philosciidae. Inga underarter finns listade i Catalogue of Life.